# 克莱布拉赫-林德
克莱布拉赫-林德是奥地利克恩顿州德劳河畔施皮塔尔县的一个市镇。总面积62.98平方公里，总人口1269人，人口密度20.1人/平方公里（2005年）。